# Rashid Shafi al-Dosari
Rashid Shafi al-Dosari (né le 8 mai 1981) est un athlète qatarien, spécialiste du lancer de disque.

## Carrière
Son record personnel est de 64,43 m, réalisé à Colombo le 12 août 2002. Il a été disqualifié pendant deux ans, de 2003 à 2005.

## Palmarès
| Date | Compétition                   | Lieu              | Résultat | Marque  |
| ---- | ----------------------------- | ----------------- | -------- | ------- |
| 1998 | Championnats du monde juniors | Annecy            | 8e       | 53,30 m |
| 1999 | Jeux panarabes                | Irbid             | 1er      | 59,51 m |
| 2000 | Championnats du monde juniors | Santiago du Chili | 5e       | 58,29 m |
| 2000 | Championnats d'Asie           | Jakarta           | 4e       | 56,74 m |
| 2002 | Championnats d'Asie           | Colombo           | 1er      | 64,43 m |
| 2002 | Jeux asiatiques               | Busan             | 4e       | 59,15 m |
| 2006 | Jeux asiatiques               | Doha              | 2e       | 62,11 m |
| 2007 | Championnats panarabes        | Amman             | 3e       | 58,84 m |
| 2007 | Championnats d'Asie           | Amman             | 2e       | 63,47 m |
| 2007 | Championnats du monde         | Osaka             | 11e      | 62,60 m |
| 2007 | Jeux mondiaux militaires      | Hyderabad         | 3e       | 60,03 m |
| 2008 | Jeux olympiques               | Pékin             | 10e      | 62,55 m |
| 2010 | Jeux asiatiques               | Canton            | 4e       | 60,98 m |
| 2011 | Jeux mondiaux militaires      | Rio de Janeiro    | 2e       | 61,21 m |
| 2011 | Jeux panarabes                | Doha              | 1er      | 62,29 m |
| 2013 | Championnats panarabes        | Doha              | 1er      | 61,91 m |
| 2013 | Championnats d'Asie           | Pune              | 7e       | 58,66 m |
| 2013 | Jeux de la Francophonie       | Nice              | 2e       | 58,75 m |
| 2014 | Jeux asiatiques               | Incheon           | 7e       | 56,79 m |

## Records
| Épreuve          | Épreuve   | Marque  | Lieu    | Date         |
| ---------------- | --------- | ------- | ------- | ------------ |
| Lancer du disque | Plein air | 64,43 m | Colombo | 12 août 2002 |